# Smržice
Smržice település Csehországban, a Prostějovi járásban. Smržice Olšany u Prostějova, Mostkovice, Vrbátky, Kostelec na Hané, Čelechovice na Hané, Prostějov és Držovice településekkel határos. Lakosainak száma 1634 fő (2024. január 1.).

## Népesség
A település lakosságának változását az alábbi diagram mutatja:
| Lakosok száma | 1335 | 1646 | 1882 | 1829 | 1564 | 1602 | 1664 | 1625 | 1539 | 1634 |
|               | 1869 | 1900 | 1921 | 1961 | 1980 | 2011 | 2016 | 2019 | 2021 | 2024 |